# Les Spann
Les Spann (23. května 1932, Pine Bluff, Arkansas, USA – 24. ledna 1989, New York, New York) byl americký jazzový kytarista a flétnista. 
Studoval hru na flétnu na Státní universitě v Tennessee. V roce 1957 hrál s klavíristou Phineasem Newbornem a v roce 1959 odehrál evropské turné s big bandem Quincy Jonese. V roce 1960 natočil své první a jediné album jako leader; neslo název Gemini a doprovázeli jej na něm Julius Watkins (francouzský roh), Tommy Flanagan (klavír), Sam Jones (kontrabas) a Albert Heath a Louis Hayes (oba bicí). Během své kariéry spolupracoval i s dalšími hudebníky, mezi které patří Randy Weston, Dizzy Gillespie, Red Garland, Sonny Stitt, Charles Mingus nebo Duke Ellington.